# Karin Peyker
Karin Peyker (* 1979 in Klagenfurt) ist eine österreichische Bildhauerin und Fotografin. Sie lebt und arbeitet in Salzburg.

## Leben

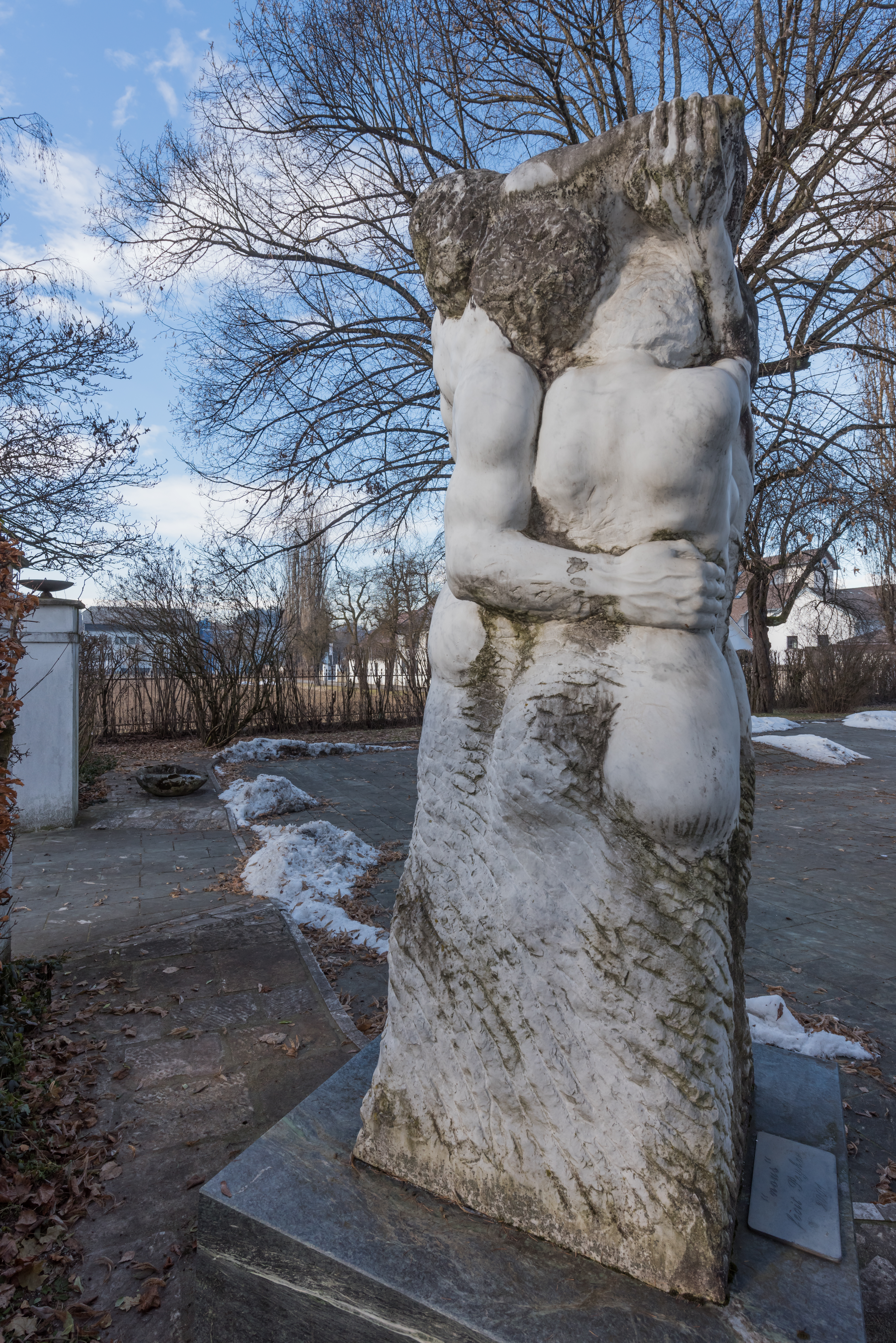
Skulptur „nous“ bei Schloss Ehrenhausen (2001)

Sie studierte von 1999 bis 2004 an der Universität Mozarteum Salzburg in der Klasse Bildhauerei bei Ruedi Arnold. Von 2004 bis 2006 absolvierte sie ein Fotografie-Aufbaustudium an der Hochschule für Grafik und Buchkunst (HGB) in Leipzig. Dort erlangte sie das Diplom bei Tina Bara. 2006 war Karin Peyker Assistentin in der Klasse für Fotografie an der Internationalen Sommerakademie für Bildende Kunst Salzburg.  Von 2006 bis 2010 war sie in der Galerie Fotohof tätig. Seit 2007 unterrichtet sie in der Abteilung für Grafik und Medien an der Höheren Technischen Bundeslehr- und Versuchsanstalt Salzburg. Peyker ist Vorstandsmitglied des Salzburger Kunstvereins. Sie war unter anderem an den Ausstellungen „Right Here, Right Now“, Fotohof Salzburg, „For a Short Time Unseen“, Kunstraum St. Virgil, Salzburg, und „Raumeditionen“, Artwalk Salzburg, beteiligt.

## Werk
Im Zentrum ihrer künstlerischen Arbeit stehen die Themen Erinnerung, Tod und Vergänglichkeit. Diesen nähert sie sich mit verschiedenartigen fotografischen Methoden und künstlerischen Strategien wie Reportage (über Friedhofsbesucher), Inszenierungen, die an vanitasähnliche Stillleben erinnern, einer autobiografischen Spurensicherung mit einem fiktiven Familienalbum ihrer Großmutter, bis hin zum Wechselspiel von Dokumentarfotografie und Appropriation, dem Umgang mit Erinnerungsbildern.